# Železniční trať Nabburg–Schönsee
Železniční trať Nabburg–Schönsee je zaniklá železniční trať v Bavorsku. Vedla na východ od Nabburgu částí Hornofalckého lesa nynějším zemským okresem Schwandorf.

## Historie
První plány pro tuto trať se datují do roku 1890. Výchozím bodem měla být stanice Nabburg nebo Schwarzenfeld na trati Řezno–Oberkotzau. Vedle plánů na tuto trať přicházela v úvahu ještě možnost prodloužit trať Bodenwöhr–Neunburg vorm Wald. V roce 1898 byl projekt Nabburg/Schwarzenfeld–Schönsee schválen, o dva roky později byla na stavbu trati Nabburg–Oberviechtach získána koncese.
Cena stavby tohoto 29 km dlouhého úseku trati byla téměř 1,8 milionů marek. Pořizovací náklady na nákup pozemků pro stavbu převzaly obce přiléhající k trati. 18. srpna 1904 byl Královskými bavorskými státními železnicemi tento úsek otevřen a uveden do provozu. V roce 1904 bylo také schváleno prodloužení do Schönsee, kde v té době žilo cca 1 300 lidí, stejně jako v Oberviechtachu. Vlastní stavba tohoto 13 km dlouhého úseku začala o tři roky později a byl otevřen 1. srpna 1913. Cena se vyšplhala na cca 1,4 milionů marek.
Osobní doprava byla ukončena 30. května 1976. Nákladní doprava končila od 3. června 1984 v obci Lind. Definitivně provoz na trati Nabburg–Schönsee skončil 15. listopadu 1994.

## Současnost
V současné době je na úseku této dráhy vedena cyklostezka. Ta má téměř v celé své délce nezpevněný povrch. Tento úsek je částí Stezky bavorsko-českého přátelství, která vede z Nabburgu do Horšovského Týna.